# Кириллизация корейского языка
Кириллизация корейского языка — использование букв кириллицы для записи слов корейского языка, написанных на хангыле.

## Системы
- Система Холодовича (1950-е годы) — набор правил транскрибирования слов корейского языка кириллицей, разработанный российским востоковедом Александром Холодовичем. Является научной системой записи корейских слов на русском языке.

- Система Концевича (1960-е годы) — набор правил практического транскрибирования слов корейского языка кириллицей, разработанный российским востоковедом Львом Концевичем на основе более ранней транскрипции Холодовича. Основная практическая система записи корейских слов на русском, украинском и белорусском языках. Национальная организация туризма Кореи, официальная международная радиостанция «Всемирное радио KBS», Корейский фонд международного обмена и «Сеульский вестник» используют исправленный вариант этой системы.